# La Grande Soirée du 31
La Grande Soirée du 31 est une émission de télévision française diffusée annuellement sur France 2 durant le réveillon de la Saint-Sylvestre, les 31 décembre. Présentée par Stéphane Bern, l'émission est tournée dans différents lieux historiques et en fonction des éditions, ceux-ci sont précisés dans le titre : à Versailles, à Chantilly, à Fontainebleau et de Paris.

## Histoire
La première édition de l'émission est diffusée en 2020 sur France 2. D'abord présentée sous le titre Versailles sur son 31, l'émission est voulue comme une « une fête populaire où les héros du quotidien seront mis en avant, avec des séquences théâtrales, de l'humour, des chansons et un grand feu d'artifice » comme l'explique Stéphane Sitbon, directeur des antennes et des programmes chez France Télévisions, au Parisien,. Stéphane Bern collabore ainsi de nouveau avec le chorégraphe Kamel Ouali et précise que « comme Versailles n’est pas seulement le palais des rois de France, mais un monument qui appartient à la nation, nous allons rendre hommage à tous ces héros du quotidien qui nous ont permis de vivre et même de survivre ces derniers mois : les soignants, les commerçants ». Forte de plus de 5 millions de téléspéctateurs, cette première édition recueille la meilleure audience pour une réveillon de la Saint-Sylvestre depuis 2010,.

Tournage de La Grande Soirée du 31 à Fontainebleau, au château de Fontainebleau, photographié en décembre 2022
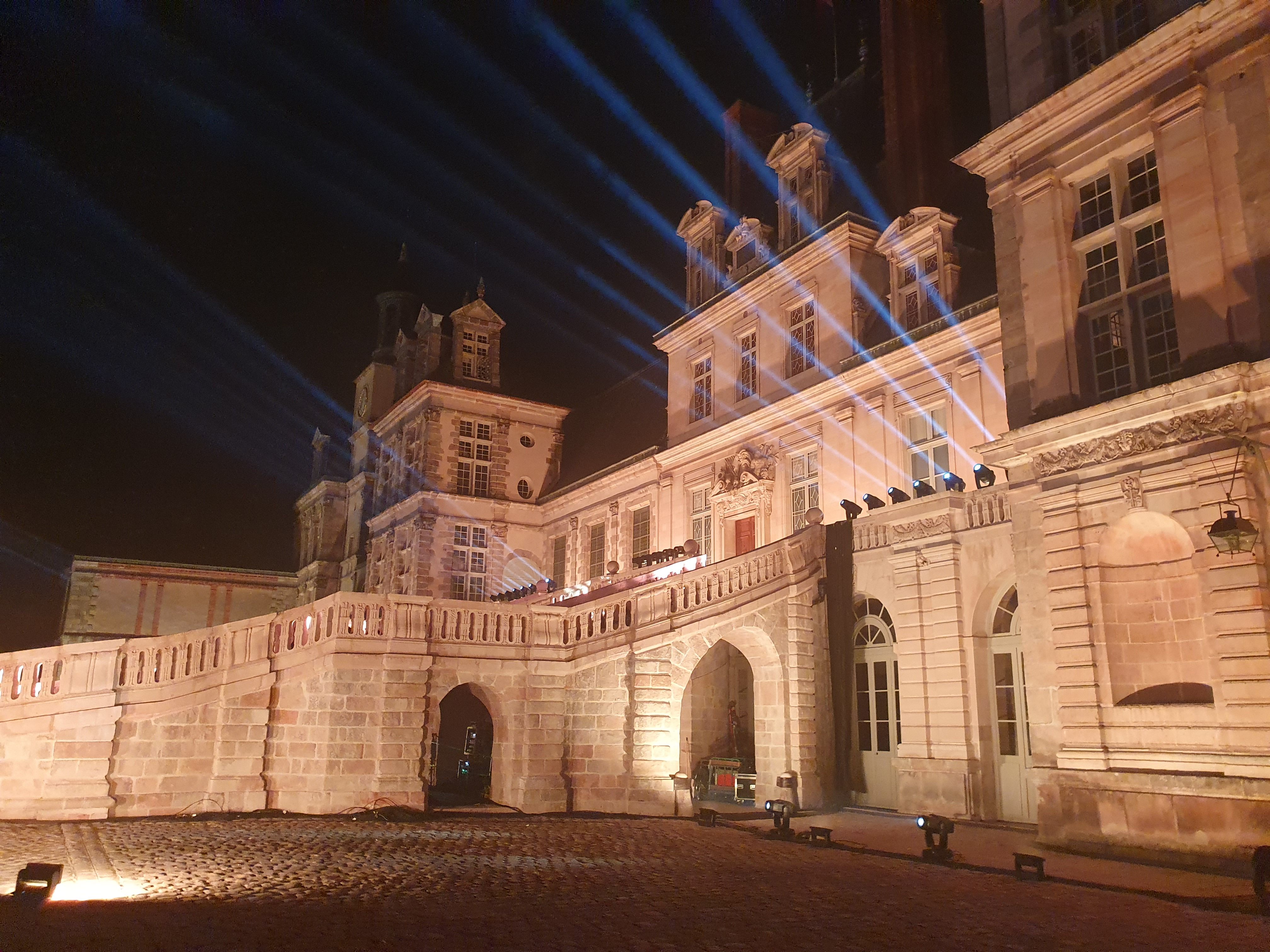
Éclairages et matériel techinique dans la cour du Cheval-Blanc.
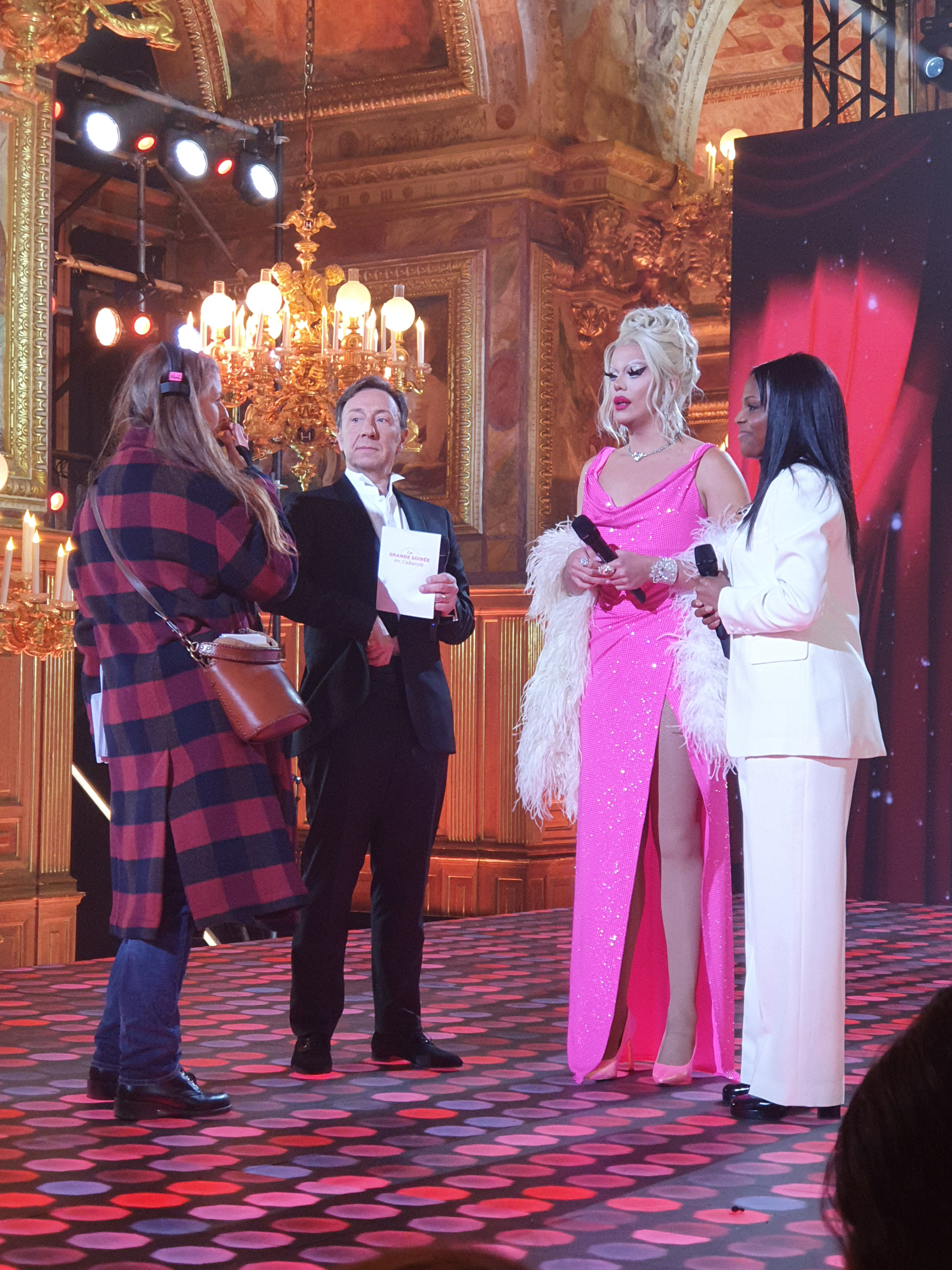
Stéphane Bern, Nicky Doll et Mentissa sur scène, dans la salle du Bal.
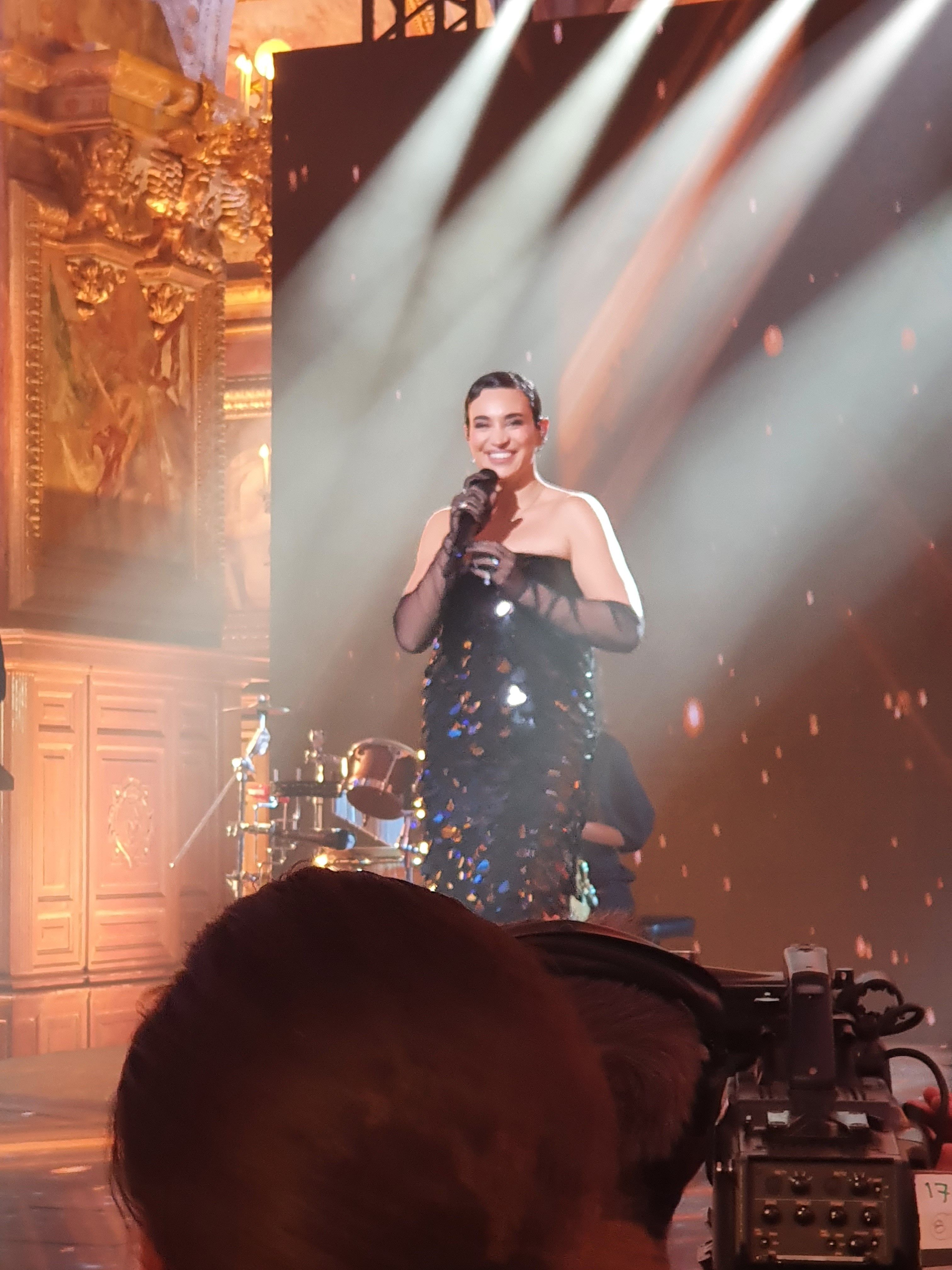
Camélia Jordana sur scène, dans la salle du Bal.

Les équipes de l'émission s'installe ainsi tour à tour dans un « haut lieu du patrimoine français » : respectivement pour les trois premières éditions, les châteaux de Versailles, de Chantilly et de Fontainebleau. Pour l'édition 2022, le tournage fait intervenir près de 300 personnes pour un budget de 800 000 euros, feu d'artifice compris. La conception du spectacle pyrotechnique est confiée à David Proteau, directeur artistique de Ruggieri : le feu d'artifice est tiré depuis les jardins du château sur une bande originale créée par le duo Ofenbach.

## Éditions
| Année | Lieu                                                                                  | Artistes | Audiences      |
| ----- | ------------------------------------------------------------------------------------- | --- | -------------- |
| 2020  | Château de Versailles                                                                 | Amir, Hugues Aufray, Chimène Badi, Bénabar, Amel Bent, Boulevard des Airs, Dany Brillant, Patrick Bruel, Claudio Capéo, Gautier Capuçon, Collectif Métissé, Dadju, Dave, Imen Es, Faudel, Patrick Fiori, Gims, Kendji Girac, Bilal Hassani, Hatik, Camélia Jordana, Khaled, Les Frangines, Ibrahim Maalouf, Mika, Emmanuel Moire, Pascal Obispo, l'Orchestre de l'Opéra royal, Florent Pagny, Catherine Ringer, Olivia Ruiz, Slimane, Keen'V, Valentina, Vianney, Vitaa, Laurent Voulzy, Julie Zenatti      | 5,24 millions, |
| 2021  | Château de Chantilly                                                                  | Clara Luciani, Pascal Obispo, Nolwenn Leroy, Zaz, Juliette Armanet, Bénabar, Gérard Lenorman, Julien Doré, Nicoletta, Garou, Tayc, Corneille, Ofenbach, Shouse, Valentina, Enzo, Carla, Angelina, Dany Brillant, Véronic DiCaire, Vincent Niclo, Chico and the Gypsies, Céphaz, Gautier Capuçon, la compagnie équestre des grandes écuries de Chantilly, les troupes du Moulin-Rouge, du Lido et du Paradis latin, le Cirque Phénix et les Folies Gruss                                                     | 3,97 millions, |
| 2022  | Château de Fontainebleau                                                              | Jenifer, Patrick Bruel, Salvatore Adamo, Enrico Macias, Kendji Girac, Dave, Claudio Capéo, Louise Attaque, Soolking, Yanns, Marc Cerrone, Mentissa, Patrick Hernandez, Début de soirée, Partenaire particulier, Pauline Ester, Émile et Images, Adé, Camélia Jordana, Amel Bent, Carla Lazzari, la troupe des Retrouvailles, Molière l’Opéra urbain, Gautier Capuçon, Lucienne Renaudin-Vary, les troupes du Paradis latin, Moulin-Rouge, le Cirque d’hiver Bouglione, le Cirque Phénix, les Folies Gruss   | 3,57 millions  |
| 2023  | Avenue des Champs-Élysées                                                             | Les troupes du Moulin-Rouge et du Paradis latin, les compagnies du Cirque Phénix et des Folies Gruss, Patrick Bruel, Nuit incolore, Ycare, Vitaa, La Petite Culotte, Santa, Soolking, Chico and the Gypsies, L'Héritage Goldman, Alonzo, Patrick Hernandez, Zoé Clauzure, Slimane | 4,19 millions  |
| 2024  | Avenue des Champs-Élysées et « plusieurs autres lieux emblématiques de la capitale », | David Hallyday, Chimène Badi accompagnée de 100 choristes, Stars 80, Collectif Métissé, Lio, Marc Cerrone, Dany Brillant, Titouan Hervo avec les Petites Mains symphoniques, Imagination, les danseuses et danseurs du Moulin-Rouge et du Paradis latin, les compagnies du Cirque Phénix et des Folies Gruss, Kendji Girac, Jenifer, Michel Fugain, la troupe du Roi Soleil, Yanns, Jean-Louis Aubert, Santa, Chico and the Gypsies, Amir, KeBlack et Franglish, Eddy de Pretto, K. Maro, La Petite Culotte |                |

## Identité visuelle

Logotype par édition
Édition de 2020, à Versailles.
Édition de 2021, à Chantilly.
Édition de 2022, à Fontainebleau.
Édition de 2023, à Paris.
Édition de 2024, à Paris.